# Behounekia
Behounekia là một chi bướm đêm thuộc họ Noctuidae.